# François Cuillandre
François Cuillandre, né le 5 février 1955 à Brest, est un homme politique français, maire de Brest depuis 2001, et ancien député de la troisième circonscription du Finistère (de 1997 à 2002). Il est membre du Parti socialiste.

## Biographie
Il entre au Parti socialiste en 1977, influencé par la « deuxième gauche » de Michel Rocard.
Après des études de droit à l'université de Brest, il devient inspecteur des impôts et est nommé à Paris. Il y suit des cours à Sciences Po Paris en cours du soir, et en 1989 soutient une thèse de droit fiscal portant sur l'harmonisation de la TVA au plan européen. Il quitte l'administration fiscale en 1988 pour être chargé de mission au cabinet de Louis Le Pensec, alors ministre des DOM-TOM.
Depuis 1993, il enseigne à l'université de Bretagne occidentale notamment à l'institut de préparation à l'administration générale de Brest (IPAG Brest). Parallèlement, il devient premier secrétaire fédéral de la fédération du Finistère du PS.
En 1997, il prend la troisième circonscription du Finistère à la droite, et devient vice-président du groupe socialiste à l'Assemblée nationale jusqu'en 2002. Lors des législatives de juin 2002, il s'incline face à l'UMP Marguerite Lamour. Elle le bat à nouveau lors des législatives de 2007.
Élu au conseil municipal de Brest en 1989 et en 1995 dans les équipes municipales de Pierre Maille, il succède à ce dernier en tant que maire en 2001. Il devient alors également président de la Communauté Urbaine de Brest qui prend en 2004 le nom de Brest Métropole Océane.
Il est réélu maire de Brest lors des municipales de mars 2008 avec 61,68 % des voix au second tour mais avec un fort taux d'abstention de l'ordre de 49,70 %. Sa majorité municipale comprend, comme lors de son premier mandat, en plus du Parti socialiste, le Parti communiste français, les Verts, Brest Nouvelle Citoyenneté, le Parti radical de gauche et l'Union démocratique bretonne. Il représente les communautés urbaines au Comité des finances locales et assure pour l'année 2008-2009 la présidence tournante de l'Association des communautés urbaines de France.
En janvier 2014, il se représente à Brest aux municipales de mars 2014 à la tête de la liste : «Ensemble pour Brest, tenons le cap», Union des forces de gauche, de progrès et de l'écologie. Il remporte l'élection au second tour face à Bernadette Malgorn avec 52,71 % des voix.

## Activité lors de son mandat
Durant son mandat, il met en place le tramway de Brest (promis en 2001, voté en 2004, chantier démarré en 2009 et ligne ouverte en 2012), s'occupe du développement de l'activité économique (zone du Froutven, technopôle), de la construction d'un nouveau port de plaisance (le port du château), et du réaménagement de la Penfeld avec les ateliers du plateau des Capucins.
En novembre 2016, il inaugure le premier téléphérique urbain de France. Le téléphérique de Brest est une première mondiale par son système du "saut de mouton à câble" : les deux cabines se croisent en passant l'une au-dessus de l'autre.
En janvier 2013, des couronnes à découper pour la galette des rois sont retirées des cantines brestoises parce qu'elles porteraient le mot « Épiphanie », au motif de la loi sur la laïcité dans les écoles. La nouvelle fut commentée dans les médias locaux et nationaux. À la suite de la remontée de cette polémique en janvier 2014, un élu local et le Parti socialiste brestois sont revenus sur l'histoire affirmant que la couronne avait été retirée par le délégataire chargé de la restauration lui-même, puisque l'inscription de son nom sur la couronne était contraire au contrat le liant à la ville. En décembre 2015, à la suite du retour de « la rumeur sur la galette des rois » relayée par des sites d'extrême droite, la presse rappelle les raisons légales et contractuelles qui ont amené à retirer la couronne en janvier 2013.
Il est réélu à la tête de Brest Métropole Océane en 2014, et en 2020 sous le nom de Brest Métropole.

### Condamnation pour recel d'abus de confiance
En mars 2018, Le Télégramme de Brest dévoile l’existence d'un système de redistribution des indemnités des élus socialistes brestois, à travers l’association Vivre à Brest. L'enquête qui suit pour détournement de fonds publics révèle en novembre 2018 qu'Alain Masson, président du groupe des élus socialistes, prélevait grâce à ce système un chèque de 3 470 €, en plus de ses indemnités d’élu. Ces révélations entraînent sa démission et celle de Jean-Luc Polard, trésorier de l'association.
Le 9 avril 2019, François Cuillandre est auditionné sous le régime de la garde à vue  dans le cadre de l'enquête élargie à des faits présumés « d’abus de confiance, de complicité et de recel d’abus de confiance ». Dans ce cadre, les élus socialistes de Brest décident de se porter partie civile, arguant que l'association avait un objectif de solidarité et avait été abusée.
Dans son rapport de juin 2019, la chambre régionale des comptes Bretagne infirme l'accusation de détournement de fonds publics. La chambre ne juge pas illégal le dispositif de mutualisation des indemnités mais note une potentielle irrégularité dans la manière dont étaient versées les indemnités.
En janvier 2023, la juge d’instruction Céline Verdier décide de renvoyer François Cuillandre devant le tribunal correctionnel, pour un chèque de 4 000 euros octroyé à des fins personnelles,. François Cuillandre est désormais le seul à être jugé dans cette affaire car le président et le trésorier de l'association, également mis en examen, sont décédés depuis.
En aout 2023, le procureur de la République de Brest, Camille Miansoni, écarte finalement la possibilité d’un procès public,. « On est loin des sommes concernant les autres acteurs du dossier. Des acteurs qui ne sont plus là pour se défendre… » justifie ce dernier en avril 2023. François Cuillandre devra s'expliquer le 21 septembre 2023 devant la justice en procédure de reconnaissance préalable de culpabilité. Lors de l'audience, le procureur de la République lui proposera une peine qu'il pourra ou non accepter. La procédure sera ensuite homologuée en audience publique.
Le 15 novembre 2023, il est condamné à 10 000 euros d'amende, dont 7 000 avec sursis, pour recel d'abus de confiance.

## Mandats actuels
- Maire de Brest, Finistère, depuis 2001.
- Président de Brest Métropole.

## Résultats électoraux

### Élections législatives
| Année | Parti  | Parti | Circonscription | 1er tour | 1er tour | 1er tour | 2d tour | 2d tour | 2d tour | Issue |
| Année | Parti  | Parti | Circonscription | Voix     | %        | Rang     | Voix    | %       | Rang    | Issue |
| ----- | ------ | ----- | --------------- | -------- | -------- | -------- | ------- | ------- | ------- | ----- |
| 1993  |        | PS    | 3e du Finistère | 10 838   | 20,13    | 2e       | 22 770  | 43,75   | 2e      | Battu |
| 1997  | 15 213 | PS    | 3e du Finistère | 27,53    | 1er      | 29 329   | 50,31   | 1er     | Élu     |       |
| 2002  | 19 789 | PS    | 3e du Finistère | 35,16    | 1er      | 26 878   | 48,16   | 2e      | Battu   |       |
| 2007  | 19 102 | PS    | 3e du Finistère | 32,38    | 2e       | 27 728   | 47,63   | 2e      | Battu   |       |

### Élections municipales
Les résultats ci-dessous concernent uniquement les élections où il est tête de liste.
| Année | Parti  | Parti | Commune | Position      | 1er tour | 1er tour | 1er tour | 2d tour | 2d tour | 2d tour | Sièges  | Sièges |
| Année | Parti  | Parti | Commune | Position      | Voix     | %        | Rang     | Voix    | %       | Rang    | CM      | CC     |
| ----- | ------ | ----- | ------- | ------------- | -------- | -------- | -------- | ------- | ------- | ------- | ------- | ------ |
| 2001  |        | PS    | Brest   | Tête de liste | 19 648   | 45,85    | 1er      | 25 401  | 57,55   | 1er     | 44 / 55 | NC     |
| 2008  | 20 573 | PS    | Brest   | Tête de liste | 45,79    | 1er      | 26 424   | 60,68   | 1er     | 44 / 55 | NC      |        |
| 2014  | 17 740 | PS    | Brest   | Tête de liste | 42,46    | 1er      | 22 187   | 52,71   | 1er     | 42 / 55 | 27 / 35 |        |
| 2020  | 8 146  | PS    | Brest   | Tête de liste | 26,46    | 1er      | 12 628   | 49,69   | 1er     | 42 / 55 | 25 / 33 |        |